# Ulsda
Ulsda est un hameau et ancienne île qui fait partie de la commune d'Oldambt dans la province néerlandaise de Groningue.
Entre 1887 and 1938, il y avait une gare qui s’arrêtait à Ulsda.